# 辻ありす
辻 ありす（つじ ありす、1988年4月10日 - ）は、日本の元AV女優（プライムエージェンシー所属）。
身長:150cm。スリーサイズ:B84(C)・W59・H83。

## 略歴・人物
2007年にデビューしたロリ系のAV女優である。
短期間の活動で引退。

## 出演作品

### アダルトビデオ
2007年
- 逆ナン日本代表シコシコJAPAN 渋谷編（7月5日、Hunter）共演:長谷川なぁみ、竹本沙耶香、水澤あやの、矢沢未来
- 湘南ギャルショップで万引きギャルを脅してヤる。 ハメコレ 〜vol.02〜（7月11日、プレステージ）…オムニバス作品
- 超絶頂アクメ倶楽部 2　（7月13日、アルファーインターナショナル）他出演:阿部みなみ、緒川さら、神木メイ、中西さくら、畑中パイン、望月ゆき、木島亜美、木本はるか、有森かおり
- eighteen 18歳限定。 黒髪少女のパイパン中出し絶頂潮吹き 16連発 FUCK 初撮り （8月4日、SODクリエイト）
- 三年生 中出し記念日 出席番号4番（8月10日、プレステージ）
- 性感レズエステ VOL.2 （8月10日、ディーバ）共演:花野心、矢沢未来 ほか
- 辻○美 妊娠ファック中出し21連発 （8月13日、カルマ）
- 密室 女学生 いたずら（8月30日、ゴリラプロジェクト）他出演:平井ゆきな
- 女子校生強制わいせつ 2（9月29日（レンタル）／10月26日（セル）、クリスタル映像）他出演:吉澤あみ、なごみ、ほしのゆき、間宮あひる、大貫かりん、青木友梨
- マンハッタンイズム 01 『ラ・対決!!』 ネットアイドルVSキャバ嬢（10月2日、プレステージ）共演:花野心、美瀬純 ほか
- 部屋オナ vol.01（10月3日、チーム川崎）他出演:井口奈津実、安西ミク、石川アイカ、梢らん、観月あきな、安藤ゆき、まみ、花咲遥、萩原まこ
- 初 真正中出し6連射!!（10月19日、みるきぃぷりん♪）
- 肉奴隷ナマ中○生（11月1日、MOODYZ）共演:永瀬あき、夏川真希、水姫麗奈
- 幼い妹3人にエッチにせまられ、オモチャにされてみない? 3 （11月1日、EDGE）共演:あげは、梢らん
- 脚好き専門エステサロン（11月1日、EDGE）他出演:堀口奈津美、姫咲えりか、砂原夢、相楽龍女、きさきくるみ、花咲はるか、大森さなえ
- 角 押し付け擦り付け オナニー（11月2日、映天）他出演:白華ユリ、阿立未来、伊藤青葉、海老原しのぶ、琴野まゆか、月平ちか、菜月唯、仲西彩乃 ほか
- 辻ちゃん&浜○翔子 ヤリまくりアイドル （11月16日、映天）
- 中出し専用セックスドール33発!!（11月23日、メディアバンク）
- ニューハーフ&芸能人激似 やりすぎAV合宿&世界のニューハーフ大集合（12月1日、アルファーインターナショナル）共演:月野姫、水朝美樹、白華ユリ、あかね、菜月唯、佐伯まな、桜井瞳、みゆ、もえ、Ren.、安西優、七瀬舞、さやか、日下部りお、めぐみ、菊川愛香、えり、桜川マナ、竹井美沙登、マキ、風花ひかり、まや ほか ※AVグランプリ2008マニアステージ エントリー作品
- 天使の手コキ 3（12月1日、EDGE）他出演:瀬戸ひなた、芽衣奈、みゆ、梢らん、彩芽はる、あげは、ゆりえ
- みるきぃHiスクール。 ブルセラSHOP下着買取編（12月19日、みるきぃぷりん♪） 他出演:小笠原愛